# عقاب دریایی سانفورد

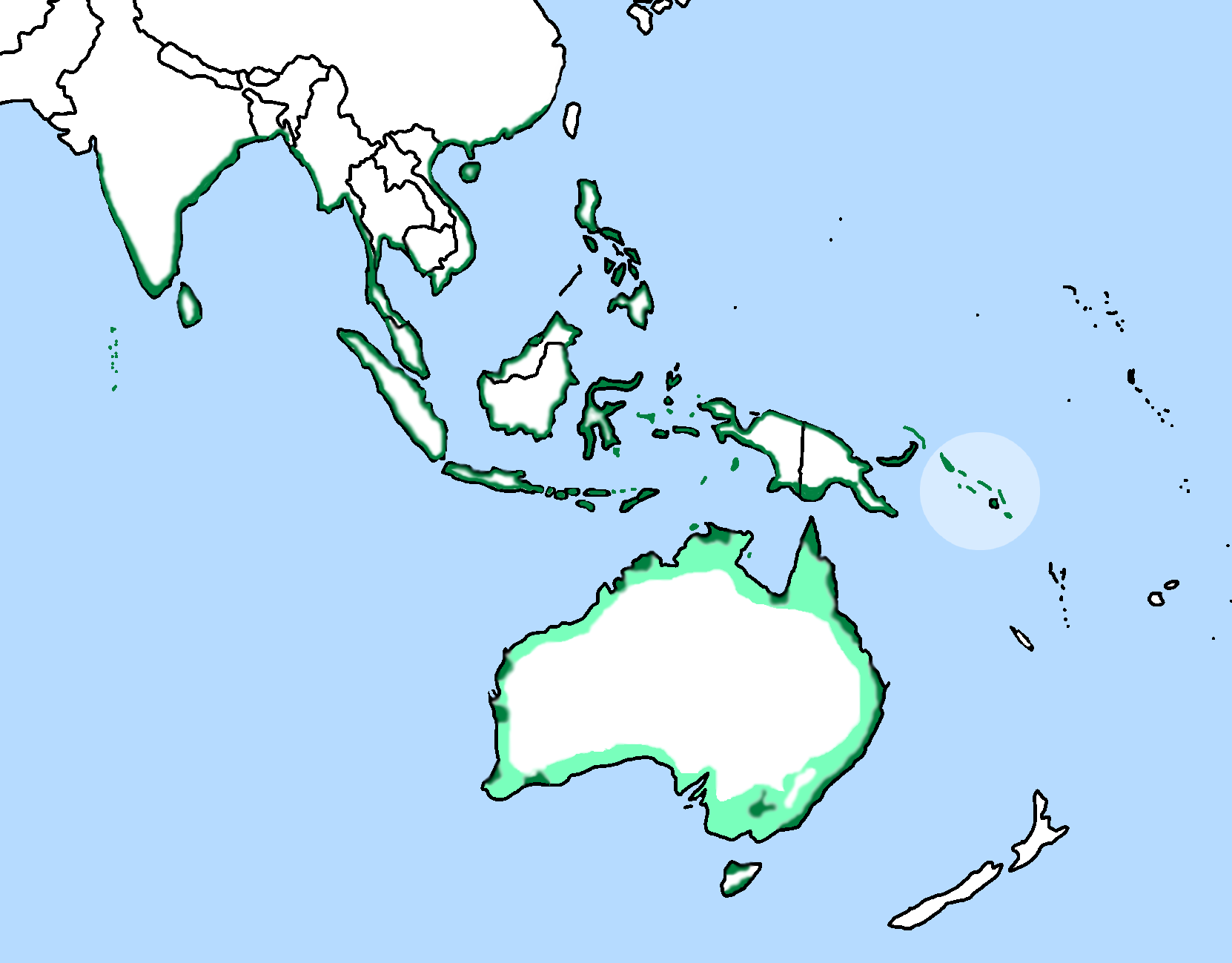
پراکندگی عقاب دریایی شکم سفید و عقاب دریایی سنفورد (در دایره آبی کم‌رنگ‌تر - مجمع‌الجزایر سلیمان را پوشش می‌دهد)

عقاب دریایی سانفورد (نام علمی: Haliaeetus sanfordi) نام یک گونه از سرده عقاب دریایی است.